# Provinciale weg 381
De provinciale weg 381 (N381) is een provinciale weg in de provincies Friesland en Drenthe van Drachten naar Emmen. De weg ligt in het verlengde van de N31; ze begint in Drachten bij knooppunt Drachten en eindigt in Emmen. Bij Beilen sluit de weg aan op de A28.
De N381 is grotendeels ingericht als stroomweg met een maximumsnelheid van 100 km/uur.
De N381 wordt in de provincie Drenthe de Twee Provinciënweg of de Frieslandroute genoemd. In Friesland is de naam Opperhaudmare in gebruik. In het zuiden van Friesland, in de Stellingwerven, wordt de weg ook "De N381" genoemd.
Langs de N381 vindt men o.a. de volgende plaatsen: Donkerbroek, Oosterwolde, Appelscha, Hoogersmilde, Beilen, Westerbork, Zweeloo en Noord-Sleen.
Ter hoogte van Appelscha doorkruist de N381 het Nationaal Park Drents-Friese Wold.

## Geschiedenis
Sinds de invoering van het wegnummersysteem van 1976 was de N381 evenals de weg Leeuwarden-Drachten genummerd als N31, welke dus van Leeuwarden tot aan de N34 bij Emmen liep.
Bij de invoering van het Rijkswegenplan 1984 werd het gedeelte van de N31 tussen Leeuwarden en Drachten opgenomen als planrijksweg 31. Daar de N31 na de invoering van de Wet herverdeling wegenbeheer op 1 januari 1993 bij verschillende wegenbeheerders in beheer was, werd het deel dat bij de provincies Friesland en Drenthe in beheer was, omgenummerd in N381.
Het gedeelte tussen de aansluiting op de N34 en de bebouwde kom van Emmen was vanaf 1981 genummerd als N364. In 2000 werd de N391 om Emmen richting Ter Apel geopend, waardoor het overgrote deel van de N364 (behoudens een klein deel in de provincie Groningen en in Emmen) haar regionale ontsluitingsfunctie verloor en daarom werd overgedragen aan de gemeente Emmen. Het deel van de N364 tussen de N34 en de bebouwdekomgrens van Emmen is sindsdien onderdeel van de N381. 
Van 2004 tot 2006 is er groot onderhoud gepleegd aan het Drentse deel van de N381: alle gelijkvloerse kruisingen zijn eruit gehaald en er zijn faunavoorzieningen getroffen. Volgens de nieuwe richtlijnen is er ook een groene middenstreep aangebracht. Op 14 oktober 2006 is de weg officieel geopend door middel van het organiseren van een marathon. Deze marathon startte in Hoogersmilde en had als finishplaats Emmen.
Het Friese deel van Drachten tot aan de Drentse grens is tussen 2014 en 2016 omgevormd tot een stroomweg. In 2009 is het tracé van de N381 Drachten - Drentse grens definitief vastgesteld en in 2010 zijn de financiën beschikbaar gesteld. Hierna is een Provinciaal Inpassingsplan (PIP) opgesteld, dat 31 oktober 2012 door de uitspraak van Afdeling Bestuursrechtspraak van de Raad van State onherroepelijk is geworden. De ombouw tot een weg met twee keer twee rijstroken tussen Drachten en Oosterwolde is in mei 2020 voltooid. Het deel tussen Oosterwolde en de Drentse grens blijft tweestrooks.

## Lochtenrek: jagersculturen uit de Oude Steentijd
Tussen Oosterwolde en Donkerbroek is Lochtenrek gekozen als naam voor de dubbele brug over de Tsjonger. De naam verwijst naar het archeologische monument in het verlengde ervan. Hier was sinds mensenheugenis een oversteekplaats bij een oude Tjongermeander. Een functie die de brug deelt. Lochtenrek is vanaf de brug zichtbaar richting Makkinga met het beekdal van het Klein Diep in het verlengde ervan.

## Kunstobjecten langs de N381
Bij Hoogersmilde en bij Emmen staan twee sculpturen van Richard Deacon met de titel The Same But Different.

## Externe links

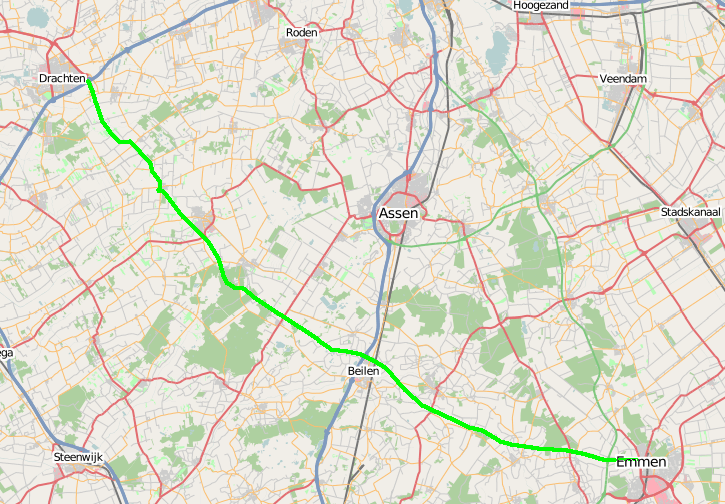
Detailkaart traject